# 台鐵車廂無階化改造計畫
台鐵車廂無階化改造計畫，是臺灣鐵路公司（原臺灣鐵路管理局，略稱臺鐵或臺鐵局）為消除鐵路客車車廂地板與車站月台之高度落差，增加所有車站之月台高度至115公分並且對部分舊車進行車門改造的工程計畫。車輛改造由中鋼機械負責承攬，2016年5月由EMU700型電聯車率先改造，DR3100型接續並於2019年1月全數改造完畢，同年12月，推拉式自強號與自動門莒光號全數改造完畢。2020年4月，EMU500型及EMU600型全數改造完畢。

## 緣由
早年台鐵車站的月台只有30公分（臺灣歷史博物館鐵道部園區記錄），1940年興建的高雄車站月台高度以76公分建造，而列車地板早已是115公分高度，因此旅客上下車時必須注意月台與車廂間之高低落差，若行走時不慎容易發生危險；行動不便者則需車站服務人員協助架設車廂與月台之間的渡板並協助其上車，麻煩且費時。而近年來公共運輸的無障礙環境受到重視並為了旅客的行走安全與方便，台鐵開始進行車廂與月台間的「無高低落差」改造計畫，稱為「無階化」。

## 車站月台改建進度
台鐵最早於2011年將所有幹線車站月台由76公分增高至96公分（只剩車廂內部的一階），是月台與車廂無階化的開端。之後台中鐵路高架化、高雄市區鐵路地下化與台南市區鐵路地下化區間均以115公分（與車廂內地板齊平）高度施作月台。2016年10月16日，台中鐵路高架化通車（豐原 - 大慶），為台鐵沿線最先完成無階化的區間；2018年10月14日，高雄市區鐵路地下化通車（左營（舊城） - 鳳山）亦同步完成無階化，也使得當時所有未進行無階化改造工程的車輛須針對山線（臺中線）、縱貫線南段、屏東線及南迴線進行營運調整。
區間車方面，初期由EMU700與EMU800替駛山線，待彰化和嘉義機務段之EMU500以及新竹和嘉義機務段之EMU600無階化後才恢復山線運用，目前已全面完成改造。對號車方面，初期摺疊門莒光號全面退出山線改行海線，部份西部幹線之摺疊門莒光號班次於2018年10月12日大改點後截短至新左營站到發，僅門楣較高的10000型（FP10000、FPK10000、FPK11000）駛入高雄地下化區間。TEMU1000型暫時退出山線並改以TEMU2000行駛；DR2800因車門門楣過低以及月台間縫隙過大而在2018年10月12日起全面退出縱貫線南段、屏東線及南迴線。推拉式自強號、DR3100和自動門莒光號車廂則持續進行無階化改造。至於EMU300、EMU1200、DR2900 - 3000等自強號與10000型摺疊門莒光號因已無其他車型可替代以及旅客需求而未退出營運，但為避免旅客踩空車廂與月台間「下凹」的階梯，所有對號班次停靠台中高架化路段、高雄地下化路段、部分屏東線車站時，列車長及車站都會以加強廣播方式提醒乘客注意月台間隙。目前摺疊門莒光號、EMU300、EMU1200已全面退出營運，除TEMU1000正陸續進行無階化改造，各車型均已改造完畢，原本由DR2800 - 3000營運的班次亦陸續以TEMU2000、EMU3000替駛。
車站月台提高工程起初先以部份山線、海線、縱貫線南段僅停靠區間車之車站，以及屏東線（潮州至枋寮段）、南迴線優先進行。2020年上半年度配合臺北機務段EMU500型及新竹機務段EMU600型改造完成，接續提高北迴線、宜蘭線、縱貫線北段、六家線（包含內灣線之新竹至竹中間各站）、沙崙線等停靠區間車之月台。2020下半年間配合花蓮機務段EMU500型改造完成、時刻調整及EMU900型投入運用，減停舊式摺疊門莒光號班次，環島鐵路網尚有停靠莒光號之二、三等站及臺東線僅停靠區間車之車站月台。未來將以2024年前完成特等站及一等站的月台提高無階化為目標。
- 月台無階化已完工之車站：

縱貫線北段：基隆 - 三坑、百福 - 五堵、汐科、浮洲、南樹林 - 鳳鳴、內壢 - 埔心、富岡 - 北新竹（第1月台）、三姓橋 - 崎頂
山線(臺中線)：造橋 - 成功
海線(海岸線)：談文 - 大山、龍港 - 新埔、日南、台中港、龍井 - 追分
縱貫線南段：花壇 - 大村、永靖 - 社頭、林內 - 石榴、斗南 - 石龜、民雄 - 嘉北、水上 - 後壁、柳營 - 大橋、保安 - 路竹、橋頭 - 楠梓、左營 - 高雄
屏東線：高雄 - 後庄、六塊厝 - 枋寮（屏東1B和第2月台、潮州、林邊未降道）
南迴線：枋寮 - 康樂（大武、瀧溪1A月台、金崙、太麻里、知本第1月台未降道）
宜蘭線：牡丹、貢寮、石城 - 外澳、頂埔、四城、二結 - 中里、冬山、蘇澳
北迴線：永樂、武塔 - 漢本、和仁、崇德、景美 - 花蓮（第1月台）
臺東線：花蓮（第1月台）、平和 - 壽豐（未降道）、豐田 - 南平、萬榮、大富、三民、東里 - 東竹、海端、瑞和 - 瑞源、山里
六家線（含內灣線北新竹 - 竹中各站）：北新竹（第1月台）
沙崙線：全線完工
- 月台無階化已決標或施工（含降道與立體化）中之車站：

縱貫線北段：汐止、桃園、北新竹（第2月台）
海線(海岸線)：暫無
縱貫線南段：嘉義、新營、台南、岡山
屏東線：暫無
南迴線：暫無
宜蘭線：暖暖、瑞芳、新馬
北迴線：東澳
臺東線：暫無
六家線（含內灣線北新竹 - 竹中各站）：北新竹（第2月台）
- 月台無階化招標中之車站：

縱貫線北段：萬華、楊梅
海線(海岸線)：暫無
縱貫線南段：暫無
屏東線：暫無
南迴線：暫無
宜蘭線：猴硐、礁溪
北迴線：暫無
臺東線：志學、富源
六家線（含內灣線北新竹 - 竹中各站）：暫無

## 列車改造進度
2011年以前，台鐵各種客車內皆至少有一個階梯，為了配合推動無障礙環境，台鐵自2012年至今陸續引進之TEMU2000、EMU800、EMU900與EMU3000均為無階梯地板設計，其餘原本有階車型需改造車門以對應無階環境。原計畫中包括推拉式自強號、EMU300、EMU500、EMU600、EMU700、TEMU1000、DR2800、DR2900、DR3000、DR3100、自動門莒光號等車型將會進行改造。另因新車採購案及南迴鐵路電氣化順利推動而將EMU300、DR2800、DR2900、DR3000自計畫中取消。現僅剩TEMU1000型電聯車進行中。
- 推拉式自強號（PP）、DR3100型柴聯車、EMU500/EMU600/EMU700型電聯車[2]。

改造廠：中鋼機械公司/仕佳興業公司。
已全數改造完畢。
- 自動門莒光號（FPK10400/10500/10600系一般及無障礙客車、DC10500型餐車、PC10500型客廳車、BCK10600/10700型商務車、兩鐵車廂）、PC32700型客廳車[2]。

改造廠：中鋼機械公司/煜翔機械公司。
已全數改造完畢。
- TEMU1000型電聯車

改造廠：中鋼機械公司/仕佳興業公司。
無果，2023年8月7日、8日，為測試無階化需要，TEMU1001+1002分別行駛山線6102A次、6102次試運轉，後於全數列車完成改造後拆除再無下文。

## 困難與技術瓶頸
- TEMU1000型電聯車因其傾斜式列車設計，其車身下緣設計內縮以避免列車過彎時擦撞月台，此設計會造成列車停靠時與月台間隙過大，故原廠增加隱藏式踏板方便旅客上下車，踏板升起時車門始得開啟，車門關閉時踏板降下收起。台鐵進行車站無階化後，發現踏板升起時會撞擊增高之月台造成車門無法開啟，故在台中鐵路高架化完工通車後，本型車暫時不停靠山線車站。2019年時台鐵曾將TEMU1003+1004編組之TED1003（僅單節車廂）進行試驗改造，並於11月21日出廠試運轉，但改造踏板除無階化車站月台外，在未增高月台皆會卡住，因此於12月10日進廠後將改造踏板拆除，並將原廠踏板裝回。2022年9月14日進行第二次改造，改造無果後取消。

- 台鐵45DR1000型柴油客車目前並不在無階化改造之名單上，其所主要行駛之非電氣化支線也未列入名單。但因其仍會進入主線營運，故其經過之主線車站目前大多未無階化。但未來主線全線無階化後，可能對乘客上下車造成危險，因此台鐵擬以新購列車來解決此問題。